# Lima Campos
Lima Campos é um município brasileiro do estado do Maranhão. Situa-se no Centro do estado, na região do Médio Mearim. Sua população estimada em 2024 segundo o IBGE era de 11.558 habitantes.
Ex-município de Pedreiras, teve sua emancipação política elevada à categoria de município em 15 de janeiro de 1962, amparada pela Lei nº 2.180 de 31 de dezembro de 1961.  Faz fronteiras com as cidade de Pedreiras e Peritoró, e localiza-se a 48 km de uma das maiores fontes de gás natural do mundo ainda em exploração, localizada em Capinzal do Norte.

## Etimologia
O nome do município é uma homenagem a Lima Campos, um agrônomo que administrava a colônia e ajudou a desenvolvê-la.

## História
No ano de 1931, a natureza, mais uma vez mostrava sua face impiedosa para o nordeste brasileiro. A magra safra da agricultura de subsistência dos colonos resumia-se em uma colheita de, aproximadamente, cinco por cento do total cultivado, restando apenas esperanças para dias melhores com a possibilidade de chuvas em 1932. 
Corria o mês de maio de 1932 e, antes que se concretizasse a compra das terras, já aportava em São Luis, o navio “Rodrigues Alves” trazendo a primeira leva de retirantes. O interventor mandou oito contos de réis como pagamento da primeira parcela dos onze que haviam custado as terras de Santa Amália. 
A colônia foi instalada, porém faltava muito a ser feito. Uma das medidas postas, imediatamente, em prática, foi a divisão das terras em lotes de vinte e cinco hectares para serem doados aos colonos. Foi necessário a presença de um engenheiro civil para se encarregar do trabalho. Foi, então, que veio aquele que, mais tarde daria o nome à colônia  - o Dr. Lima Campos  –  encarregado de desenhar a planta de como ficaria disposto cada lote. 
Terminando o serviço de agrimensura, a terra formava duzentos e vinte lotes, dos quais foram retirados seis para a sede da colônia, que alguns moradores já arriscavam dar um nome: “Colônia Lima Campos”. 
Em 1944 a administração da colônia resolveu concretizar o velho sonho da construção do açude que ficou pronto e foi um bem incalculável, (hoje um dos principais pontos turísticos conhecido como “Ilha Tour”, um complexo aquático, com uma porção de terra no centro ligada a uma ponte para dar acesso à população, muitas vezes até usada em eventos).

## Hegemonia política
Com apenas 58 anos, a cidade de Lima Campos é uma das cidade que mais cresceu nos últimos anos no médio Mearim, sendo referência na educação, saúde, infraestrutura, cultura e com apoio do atual gestor a agricultura e o turismo vem gerando empregos e renda para a população de Lima Campos.
Nos anos 50, a colônia desapareceu e nasceu o povoado agora com lojas, farmácias, padarias, bares, usina e beneficiamento de arroz e uma promissora cultura de banana. 
A década de 50 foi o que poderíamos chamar de “década de ouro” para Lima Campos. A Lei nº 2.180 de 31 de dezembro de 1961, elevou Lima Campos à categoria de município.
A Instalação do município ocorreu num clima festivo em 15 de janeiro 1962, tendo como prefeito interino, Cássio Salomão Mota, ex-vereador de Pedreiras.

## Demais administradores
- Dárcio de Sousa Borges--------------------------(1960/1968)
- Cássio Salomão Mota-----------------------------(1968/1972)
- Amaro Pedrosa-------------------------------------(1973/1976)
- Vice-Prefeito: João Epifânio da Siva
- João Epifânio da Silva-----------------------------(1977/1982)
- Vice-Prefeito: Mundico Veras
- José de Sousa--------------------------------------(1983/1988)
- Vice-Prefeito: Amaro Pedrosa
- José Edison Feitosa de Sá-----------------------(1989/1992)
- Vice-Prefeito: João Flôr
- Maria de Fátima Lopes----------------------------(1993/1996)
- Vice-Prefeito: Estevam José de Sousa
- José Edison Feitosa de Sá------------------------(1997/2000)
- Vice-Prefeito: Aristóteles Mota Curvina
- Aristóteles Mota Curvina---------------------------(2001/2004)
- Vice-Prefeito: Cleide da Conceição Silva
- Francisco Geremias de Medeiros----------------(2005/2008)
- Vice-Prefeito: Cleide da Conceição Silva
- Francisco Geremias de Medeiros----------------(2009/2012)
- Vice-Prefeito: Jaílson Fausto Alves
- Jaílson Fausto Alves--------------------------------(2013/2020)
- Vice-Prefeito: Estevam José de Sousa Filho
- Dirce Prazeres Rodriges----------------------------(2021/ até o momento)
- Vicente Curvina Neto

## Principais autores
Amaro Pedrosa (Nascido em 20/06/1924)
- O Homem e o crédito – 2001
- Tempos do fim – 2002
- Evangelho em poesia e malabarismo político – 2004
- Terra do Já teve – 2006

Daniel de Freitas Cavalcante (Nascido em 09/10/1939)
- Um breve histórico de Lima Campos – 1998
- Poemas e histórias que Conto – 2000
- Janelas do Nordeste – 2002
- O Construtor: Uma vida, muitos exemplos – 2006

## Geografia
A área do município de Lima Campos pe de 321,932 quilômetros quadrados, o que o coloca na posição 199 dentre as 217 cidades do Maranhão.
| Área da unidade territorial [2024] | 321,932 km²                                                 |
| Hierarquia urbana [2018]           | Centro Local                                                |
| Região de Influência [2018]        | Arranjo Populacional de Pedreiras/MA - Centro Subregional B |
| Região intermediária [2024]        | Santa Inês - Bacabal                                        |
| Região imediata [2024]             | Pedreiras                                                   |
| Mesorregião [2022]                 | Centro Maranhense                                           |
| Microrregião [2022]                | Médio Mearim                                                |

Fonte: IBGE
| Bioma predominante [2024]             | Cerrado      |
| Área urbanizada [2019]                | 2,73 km²     |
| Esgotamento sanitário adequado [2010] | 8,8 %        |
| Arborização de vias públicas [2010]   | 88,2 %       |
| Urbanização de vias públicas [2010]   | 14,8 %       |
| Sistema Costeiro-Marinho [2019]       | Não pertence |

Fonte: IBGE
Educação
| Taxa de escolarização de 6 a 14 anos de idade [2010]             | 98 %             |
| IDEB – Anos iniciais do ensino fundamental (Rede pública) [2023] | 6,8              |
| IDEB – Anos finais do ensino fundamental (Rede pública) [2023]   | 5,0              |
| Matrículas no ensino fundamental [2023]                          | 1.795 matrículas |
| Matrículas no ensino médio [2023]                                | 498 matrículas   |
| Docentes no ensino fundamental [2023]                            | 133 docentes     |
| Docentes no ensino médio [2023]                                  | 27 docentes      |
| Número de estabelecimentos de ensino fundamental [2023]          | 24 escolas       |
| Número de estabelecimentos de ensino médio [2023]                | 1 escola         |

Fonte: IBGE
Economia
| PIB per capita [2021]                                    | 22.990,34 R$ |
| Índice de Desenvolvimento Humano Municipal (IDHM) [2010] | 0,581        |

Fonte: IBGE
| Salário médio mensal dos trabalhadores formais [2022]                                             | 2,0 salários mínimos |
| Pessoal ocupado [2022]                                                                            | 1.800 pessoas        |
| População ocupada [2022]                                                                          | 15,93 %              |
| Percentual da população com rendimento nominal mensal per capita de até 1/2 salário mínimo [2010] | 49,7 %               |

Fonte: IBGE

## Imagens

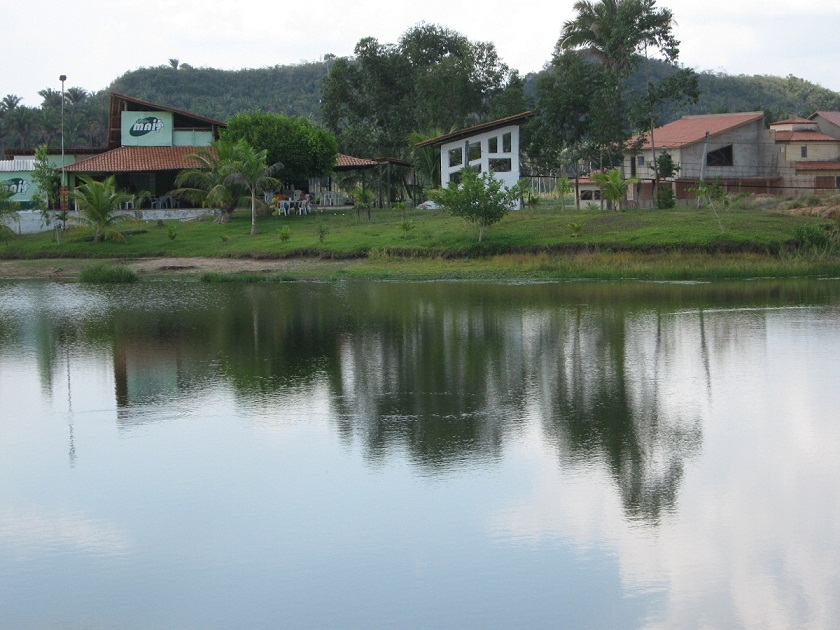
Ilha Tour em Lima Campos
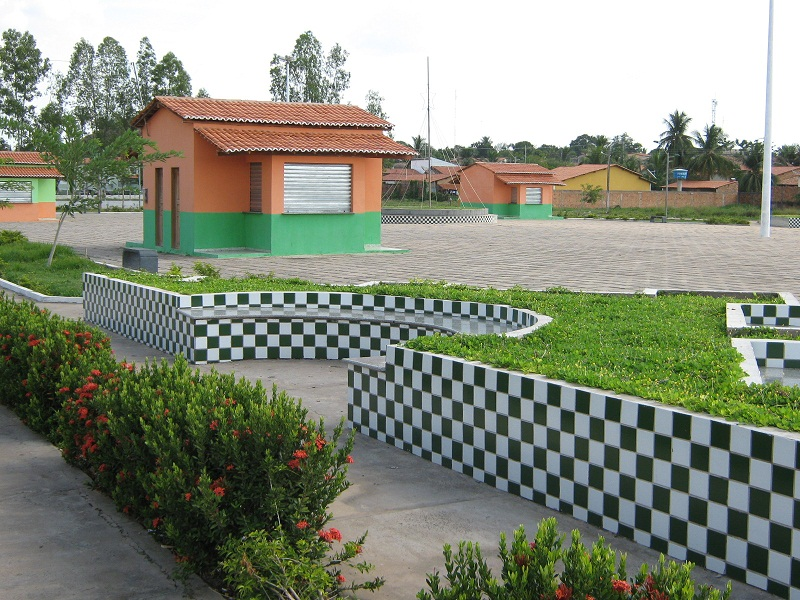
Praça de Eventos de Lima Campos
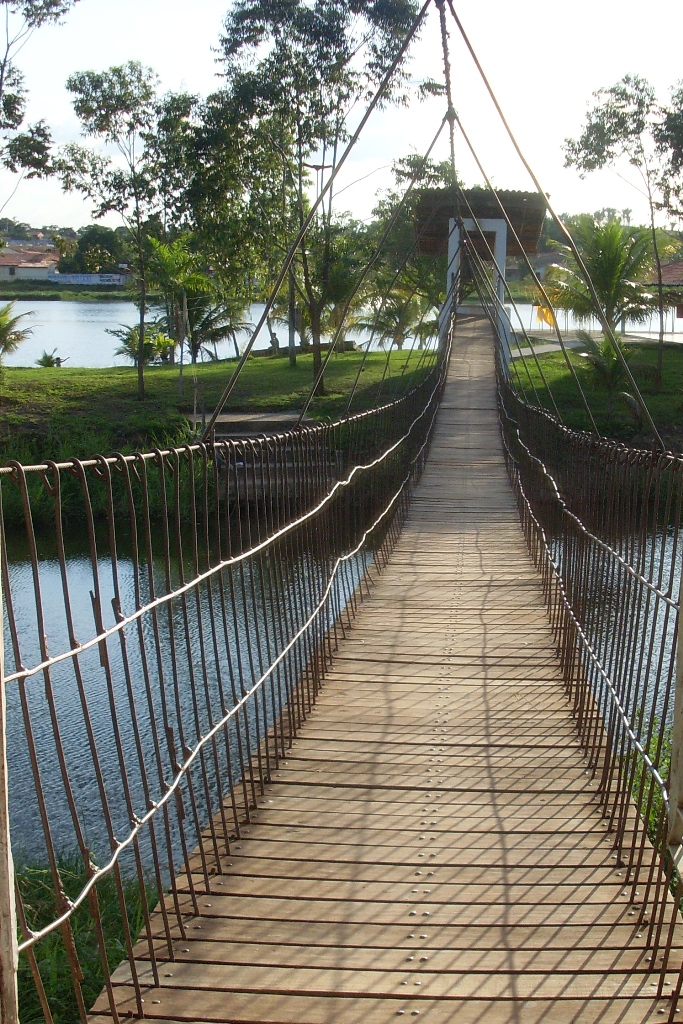
Ponte da Ilha Tour